# Konrad Vaut
Konrad Vaut (* um 1465 in Zuffenhausen; † 11. Dezember 1516 in Stuttgart) war verdienstvoller Vogt von Cannstatt und wurde als politischer Gegner Herzog Ulrichs von Württemberg nach kurzer Verhandlung wegen angeblichen Hochverrats zum Tode verurteilt.

## Herkunft und Familie
Die Familie Vaut lässt sich seit 1402 unter den Schreibweisen Fogt, Vot, Vogt und Faut in Zuffenhausen nachweisen, das damals zum Amt Cannstatt gehörte. In Cannstatt selbst erscheint die Familie seit 1490 mit dem Bürgermeister und Richter Konrad Vaut, 1497 und 1501 als „der Alte“ bezeichnet, der noch am 28. Januar 1502 einen Urfehdebrief besiegelte. Schon 1497 lebte in Cannstatt also auch ein Jüngerer des Namens, dies sicherlich der spätere Vogt, der um 1492 heiratete und dem um 1493 bis ca. 1510 neun Kinder geboren wurden. Der jüngere Konrad Vaut wurde demnach etwa um 1465 geboren und er dürfte an Martini 1514 Vogt von Cannstatt geworden sein, als solcher besiegelte Conrad Fott am 12. Januar 1515 eine Adelberger Urkunde. Des Vogts Frau war Barbara NN, von Echterdingen (stammend), die zwischen 1527 und 1535 starb. Der Sohn Dr. jur. Johann Voit (Voyt) wurde 1532 in Anerkennung seiner Verdienste mit seinen Brüdern Erhard, Friedrich, Sebastian, Heinrich und Jakob von König Ferdinand in den Adelsstand erhoben. Vogt Konrad Vauts Tochter Margarete heiratete zunächst um 1524 den Zahlmeister Hans König in Stuttgart, dann um 1529 den dortigen Kanzleischreiber Josef Albrecht Schütz, eine zweite Tochter Barbara starb nach 15. Mai 1566 70-jährig ledig in Cannstatt und eine dritte Tochter Anna heiratete den Bürger Johann Hofmann in Wimpfen. Barbara hatte mit anderen 1557 zehn Morgen Acker am Esslinger Weg in Cannstatt, schon 1490 besaß Konrad Vaut (der Alte) mit anderen 22 Morgen Acker am Esslinger Weg. Auch dies spricht dafür, dass – wie schon Otto-Günter Lonhard vermutete – der Cannstatter Vogt Konrad Vaut ein Sohn des dortigen Richters und Bürgermeisters Konrad Vaut (des Alten) war.
In Zuffenhausen erscheint 1473 und 1476 der Einwohner Konrad Vot als Mitinhaber des Widumhofs, seine Söhne waren sicherlich die in der Landschadenrechnung 1489 genannten Hans und Adam Vot. Alles spricht dafür, dass Konrad Vot zwischen 1476 und 1490 aus Zuffenhausen in die Amtsstadt Cannstatt zog und dort 1490/92 Richter und 1490 und 1497 Bürgermeister wurde (der Bürgermeister Hans Vott von 1499 war wohl sein ältester Sohn). Konrads (dritter) Sohn, der spätere Cannstatter Vogt Konrad Vaut, ist demnach um 1465 noch in Zuffenhausen geboren. Er war also kein Sohn, sondern offenbar ein Neffe des dortigen Schultheißen Hans Vot/Faut (Schultheiß 1473/76, vielleicht noch 1477, alter/ehemaliger Schultheiß 1486) und ein Enkel des älteren Hans Vogt, der 1454 Schultheiß in Zuffenhausen war.

## Leben und Wirken
Konrad Vaut war seit 1514 Vogt in Cannstatt. Er gilt als ein Protagonist der bürgerlich-ständischen Opposition gegen die Ansprüche des Herzogshauses.  Etwa ein Jahr nach Abschluss des Tübinger Vertrags wurde Konrad Vaut wegen Hochverrat auf der Burg Hohenasperg gefangengesetzt und monatelang gefoltert, bis der damals 32-jährige Herzog Ulrich seinen mehr als siebzigjährigen politischen Gegner auf dem Stuttgarter Marktplatz öffentlich hinrichten ließ.
Das war ein Justizmord, der das ganze Land in Erregung versetzte.
Dazu kam es, weil im Mai 1515 Herzog Ulrich auf der Jagd im Böblinger Wald hinterrücks seinen Stallmeister und Freund, Hans von Hutten, erstach, nachdem dieser hinter vorgehaltener Hand bei Hofe von der unerwiderten Liebe des Herzogs zur Gattin des Stallmeisters geplaudert hatte und ihn der Lächerlichkeit preisgegeben hatte. Kaiser Maximilian I. ordnete daraufhin an, dass ihm ein Rat als Mitregentschaft zur Seite gestellt werden sollte. Der Herzog musste widerwillig einem noch stärkeren Einfluss der Landstände auf seine Regierung zustimmen. Zornig plante er, die bürgerlichen Vögte aus der Ehrbarkeit, denen er ein Zusammenspiel hinter seinem Rücken mit dem Kaiser zu seinen Ungunsten vorwarf, möglichst bald fühlen zu lassen, dass er allein der Herr in Württemberg war.
Herzog Ulrich ließ den Vogt von Cannstatt, Konrad Vaut, und den Vogt von Tübingen, Konrad Breuning, am 20. November 1516 verhaften und auf dem Hohenasperg gefangen halten. Zu den beiden Verhafteten auf dem Asperg gesellten sich bald noch Sebastian Breuning, der Vogt von Weinsberg, der Bruder des Tübingers, und Hans Stickel, der Bürgermeister von Stuttgart. Man warf ihnen Hochverrat vor, denn sie sollten sich nach Ulrichs Bluttat an den Kaiser gewandt haben; und dem Konrad Vaut drohte zudem eine Anklage wegen Majestätsbeleidigung. Die Angeklagten leugneten die Vorwürfe, aber auf Anweisung von Ambrosius Volland, der des Herzogs Rat und Vertrauter war, wurden die Männer hart gefoltert, bis sie ein Geständnis ablegten. Zeugen für oder gegen die Anklage wurden nicht gesucht. Nach den erpressten Geständnissen wurde die Hauptverhandlung auf den 10. Dezember 1516 im Gerichtssaal des Herrenhauses am Stuttgarter Markt festgesetzt.
Dort fand die Verhandlung wieder unter dem Vorsitz von Ambrosius Volland statt. Alle vier Angeklagten hatten ihre unter der Folter erpressten Geständnisse widerrufen, aber ihre Verurteilung stand bereits vorher fest. Zeugen wurden wieder nicht gehört. Nach kurzer Verhandlung wurden die drei Vögte zum Tode verurteilt, nur Hans Stickel kam mit dem Leben davon. Schon einen Tag nach dem Urteil läutete das Armesünderglöcklein am Markt. In härenem Hemd wurden Konrad Vaut und Sebastian Breuning zwischen einem Spalier von Landsknechten mit Schwertern und Spießen unter lauten Trommelwirbeln auf dem Markt zum Richtblock geführt. Beide wurden enthauptet und Konrad Vaut möglicherweise gevierteilt. Konrad Breuning wurde noch ein weiteres Jahr lang gefoltert, ehe er hingerichtet wurde.